# Gilmer megye (Georgia)
Gilmer megye az Amerikai Egyesült Államokban, azon belül Georgia államban található. Megyeszékhelye és legnagyobb városa Ellijay. Lakosainak száma 31 353 fő (2020. április 1.). Gilmer megye Fannin, Murray, Dawson, Pickens és Gordon megyékkel határos.

## Népesség
A megye népességének változása:
| Lakosok száma | 28 299 | 28 277 | 28 212 | 28 579 | 29 400 | 31 353 |
|               | 2010   | 2011   | 2012   | 2013   | 2015   | 2020   |